# 青木豊 (外交官)

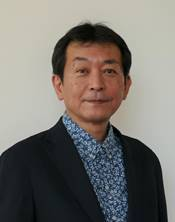
外務省より公表された公式肖像画像

青木 豊（あおき ゆたか、1961年9月11日 - ）は、日本の外交官。
東京大学農学部水産学科卒業。
神奈川県出身。

## 略歴
- 1988年　外務省入省[1]
- 1996年　北米局 北米第一課 課長補佐[1]
- 1999年　経済局 漁業室 首席事務官[1]
- 2002年　在カンボジア日本国大使館 一等書記官[1]
- 2005年　大臣官房 情報公開室長[1]
- 2007年　大臣官房 在外勤務支援室長[1]
- 2009年　経済局 漁業室長[1]
- 2011年　国際協力局 緊急・人道支援課長[1]
- 2013年　在インドネシア日本国大使館 公使[1]
- 2015年　在ジュネーブ国際機関日本政府代表部 公使[1]
- 2018年　独立行政法人国際交流基金 総務部長[1]
- 2020年8月　在ホノルル日本国総領事館 総領事[1]
- 2023年10月　特命全権大使 アルメニア共和国駐箚[1][3]

## 同期
- 赤松武（22年国際民間航空機関代表部大使）
- 岩﨑一郎（09年一橋大学経済研究所教授）
- 一方井克哉（22年ニジェール兼轄、 21年コートジボワール大使（トーゴ兼轄））
- 内川昭彦（23年モントリオール総領事）
- 宇山秀樹（22年デンマーク大使・20年欧州局長）
- 岡田健一（21年香港総領事）
- 小野啓一（24年インド兼ブータン大使、22年外務審議官（経済担当）・22年外務省経済局長・20年地球規模課題審議官）
- 小野日子（24年ハンガリー大使・22年外務報道官・21年外務省経済局長・内閣広報官）
- 海部篤（23年ウィーン代表部大使・21年軍縮不拡散・科学部長・20年儀典長）
- 小泉勉（24年ラオス大使、22年中華人民共和国大使館特命全権公使、20年外務省研修所長）
- 小林賢一（24年・特命全権大使（国際貿易・経済担当）・21年ラオス大使）
- 佐々山拓也（24年ウガンダ大使・20年トロント総領事）
- 鈴木光太郎（22年ボストン総領事・20年イラク大使）
- 髙杉優弘（21年コロンビア大使）
- 達増拓也（07年岩手県知事）
- 堤尚広（24年特命全権大使（人権担当兼国際平和貢献担当）・20年南スーダン大使）
- 林禎二（21年ブラジル大使・20年中南米局長）
- 平野隆一（24年人事院事務総局審議官・21年在ロシア大使館 特命全権公使・20年内閣官房国際テロ情報集約室次長・16年ユジノサハリンスク総領事）
- 船越健裕（25年外務事務次官・23年外務審議官（政務担当）・20年アジア大洋州局長）
- 松本太（22年イラク大使・19年ニューヨーク領事）
- 柳淳（23年シカゴ総領事・21年内閣審議官兼内閣情報調査室次長兼国際テロ情報集約室次長、18年在オーストリア大使館 公使）